# Congres van de Unie

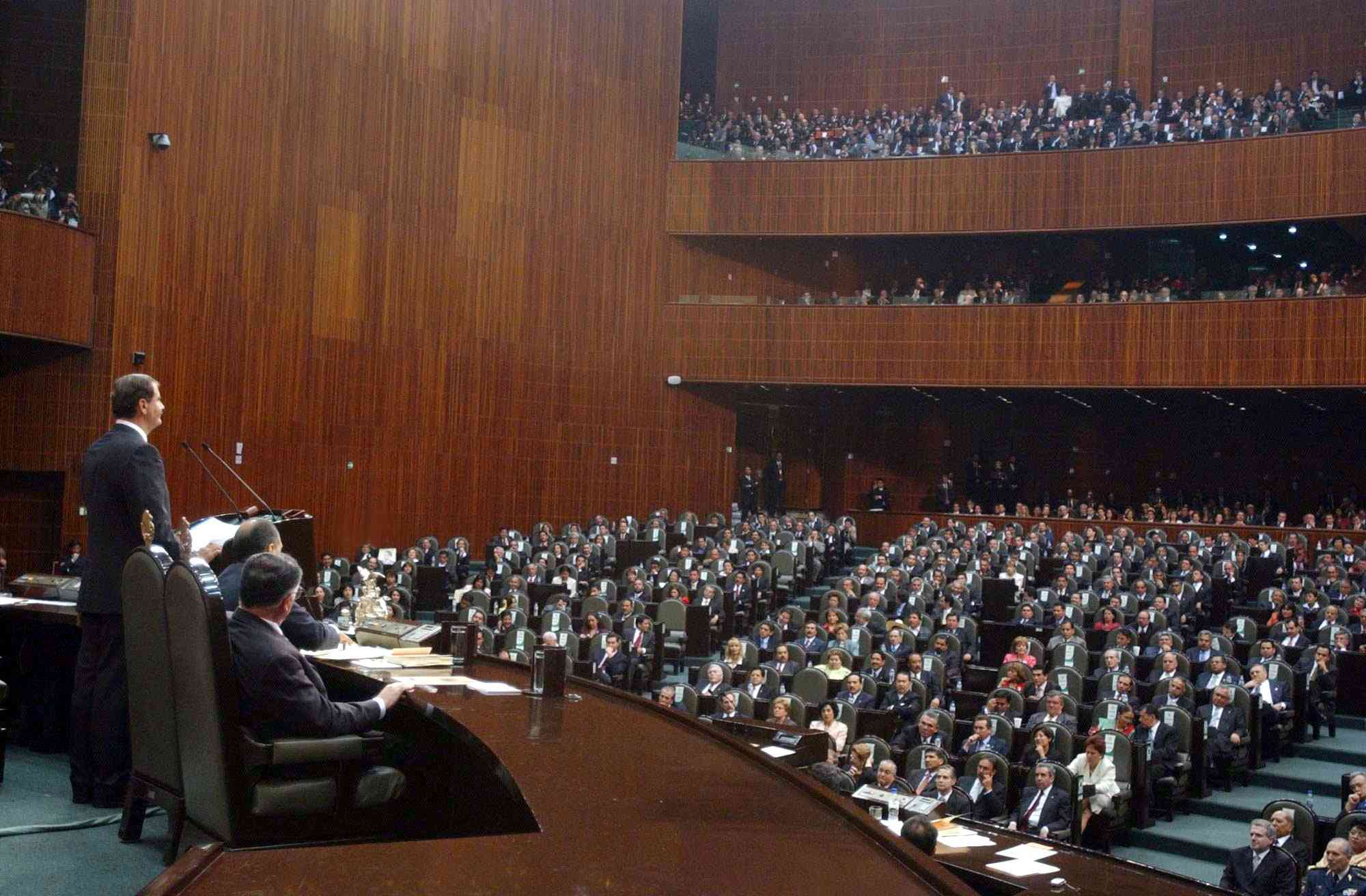
Vicente Fox spreekt het Congres toe

Het Congres van de Unie (Spaans: Congreso de la Unión) van Mexico is de wetgevende macht van de Mexicaanse staat.
De structuur van het congres is vastgelegd in de artikelen 50 en 79 de Mexicaanse grondwet. Het kent een tweekamerstelsel. Het is opgedeeld in een senaat en een kamer van afgevaardigden. In het totaal heeft het congres 628 leden, waarvan 500 in de Kamer van Afgevaardigden en 128 in de senaat. De afgevaardigden worden voor drie jaar gekozen en de senatoren voor zes jaar. Sinds de grondwetswijziging van 2014 kunnen afgevaardigden tot driemaal direct herkozen worden en senatoren tweemaal.
Het Congres is gevestigd in het Historisch Centrum van Mexico-Stad, in het district Cuauhtémoc.